# U币
U币，是新浪推出的一种方便网上消费类似于Q币的虚拟货币。

## 兑价
不同方式U币充值单价不同。
目前的兑价方式是：银行卡（1U币=1元）、互联星空／北京ADSL／山东网通（1U币=1.5元）、固定电话／手机（1U币>=2元）

## 链接
- U币中心 （页面存档备份，存于）